# Absidiola

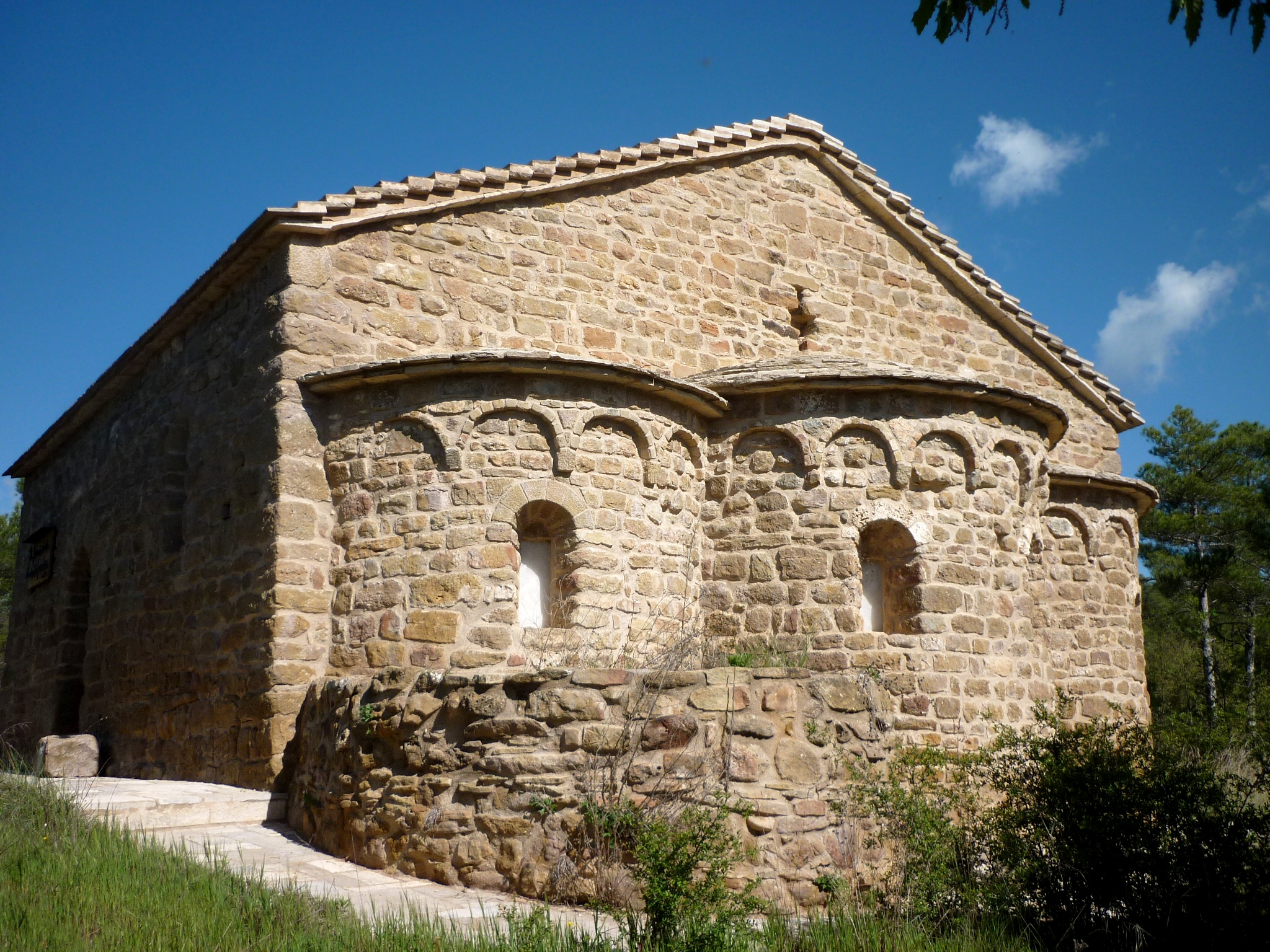
Absidioles a l'església de Sant Girvés de la Torre de Rialb

Una absidiola és un absis secundari o de categoria inferior. Així, es pot dir que la capçalera d'una església amb tres absis, el central dels quals és més gran i conté l'altar principal, és un conjunt d'un absis i dues absidioles laterals. Representen l'aurèola lluminosa que envolta el cap de Jesucrist en iconografia Cristiana. Solen ser de nombre imparell, i sovint la que està situada a la capçalera de l'església és de majors dimensions i acostuma a estar dedicada a la Verge.

## Galeria

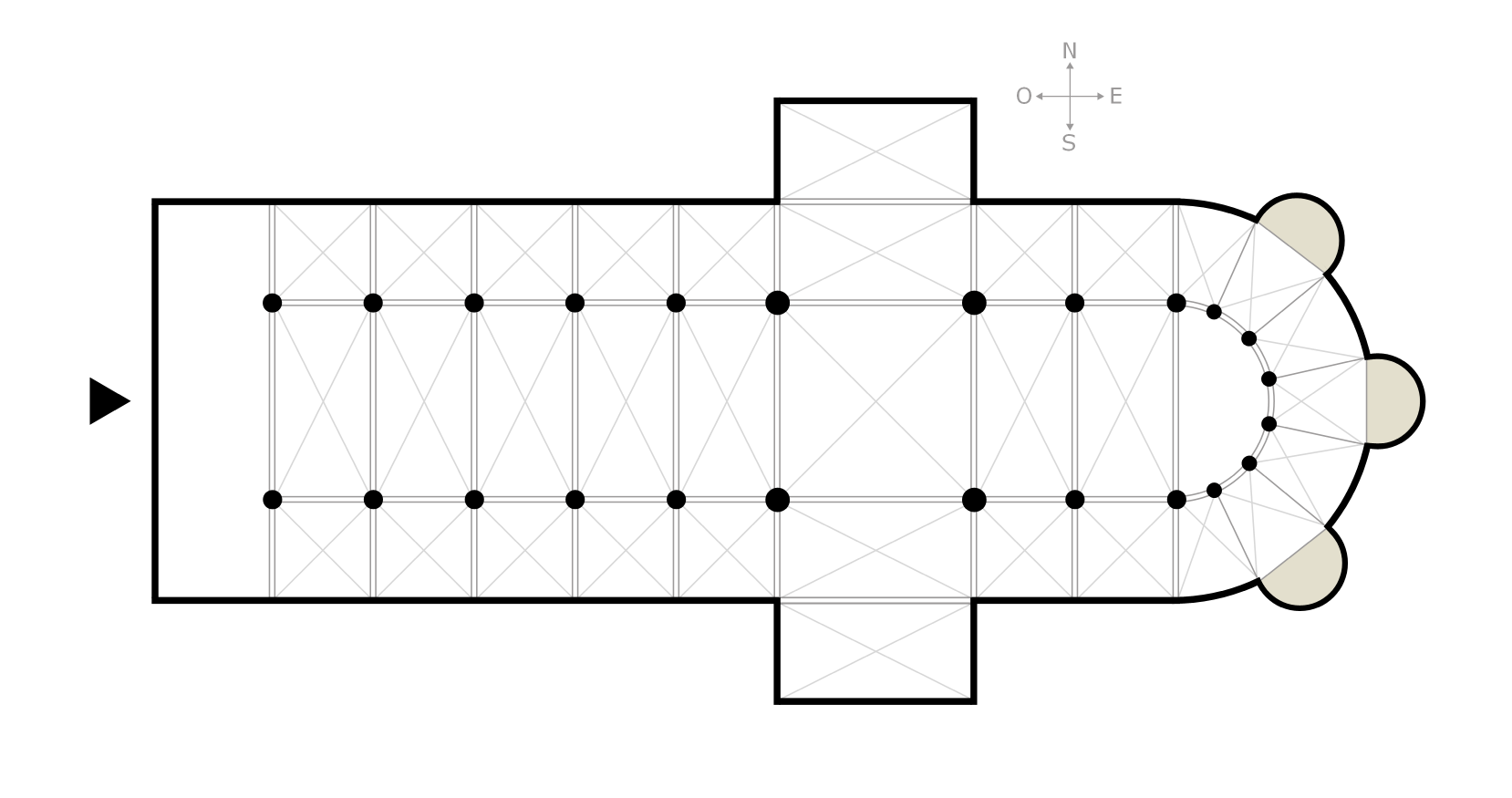
Ubicació esquemàtica de les absidioles.
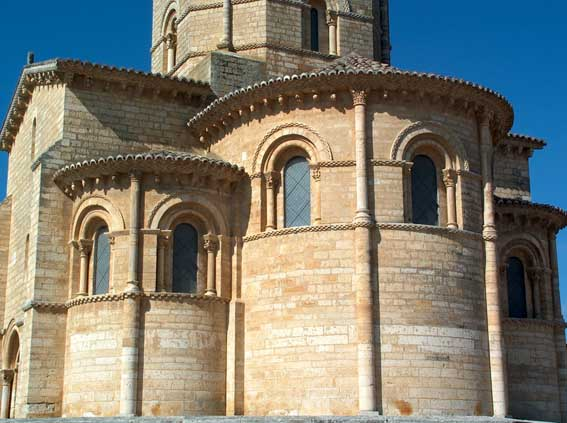
Església de San Martín de Frómista, a Palencia, amb un absis i dues absidioles circulars.
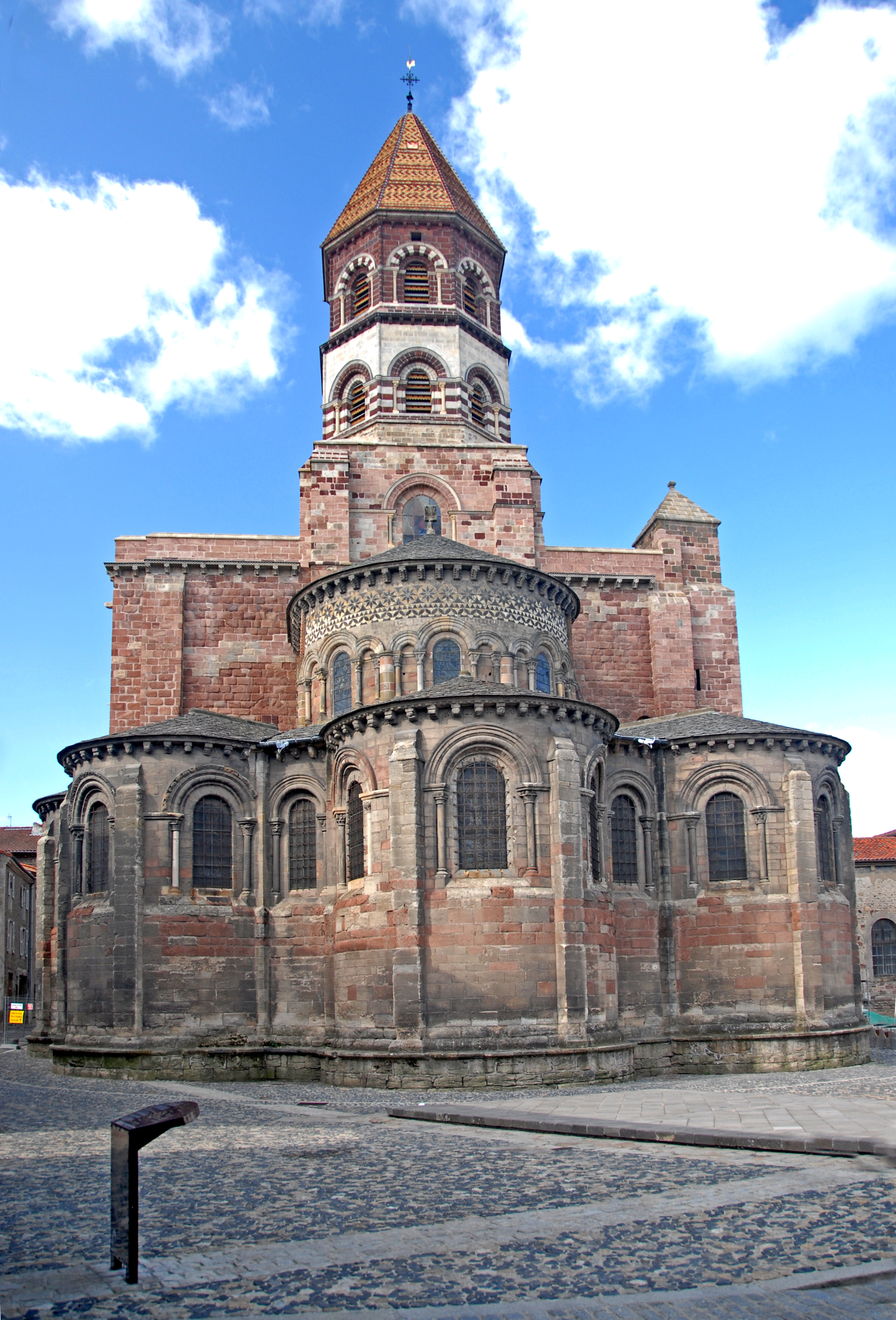
Vista de la capçalera de la basílica de Saint-Julien de Brioude, amb les absidioles en primer terme.
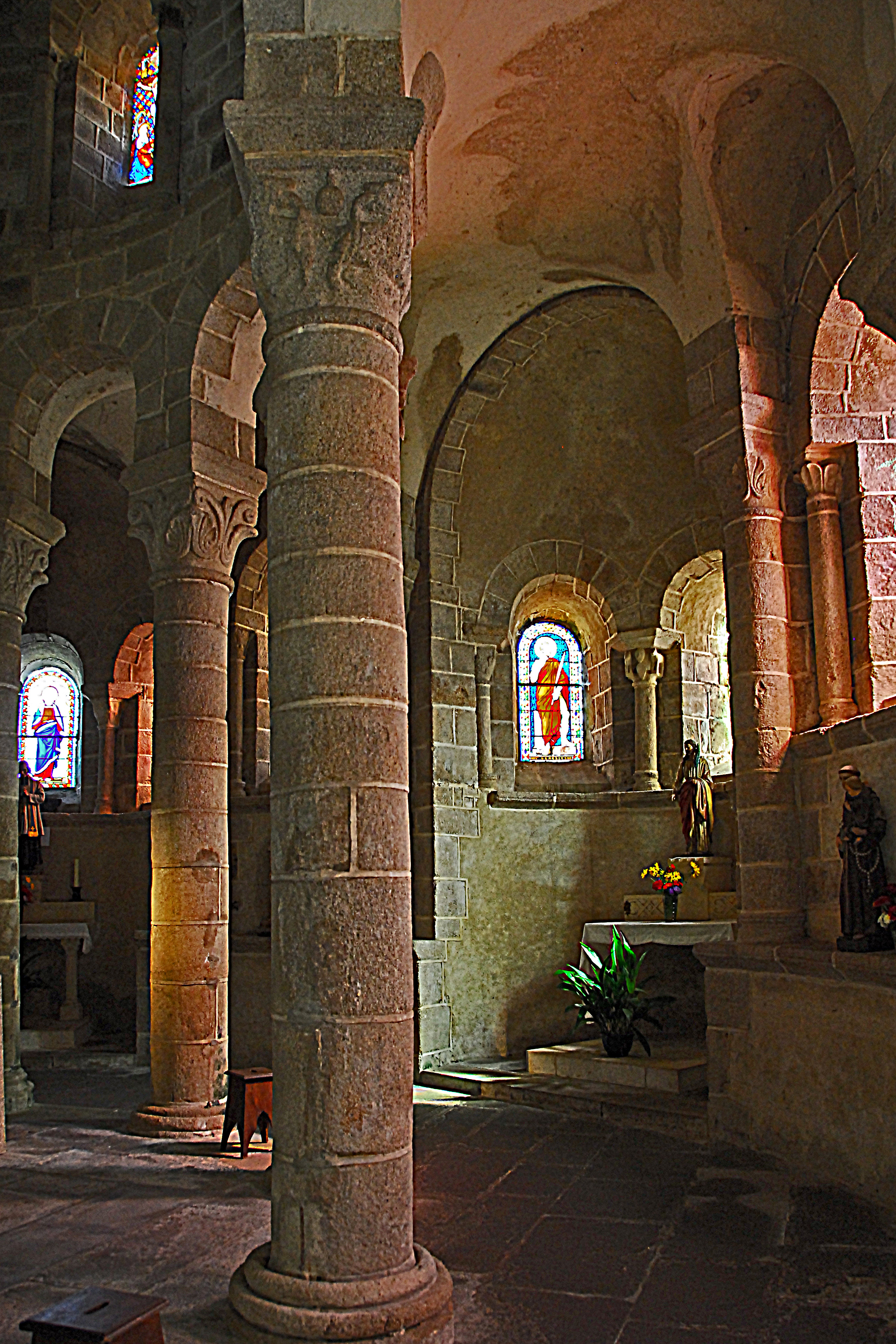
Vista interior de les absidioles de l'església de Notre-Dame de Châtel-Montagne.